# Habrophallos collaris
Habrophallos collaris är en kräldjursart som beskrevs av  Marinus S. Hoogmoed 1977. Habrophallos collaris ingår i släktet Habrophallus och familjen Leptotyphlopidae. Inga underarter finns listade i Catalogue of Life.